# مقبره عزرا

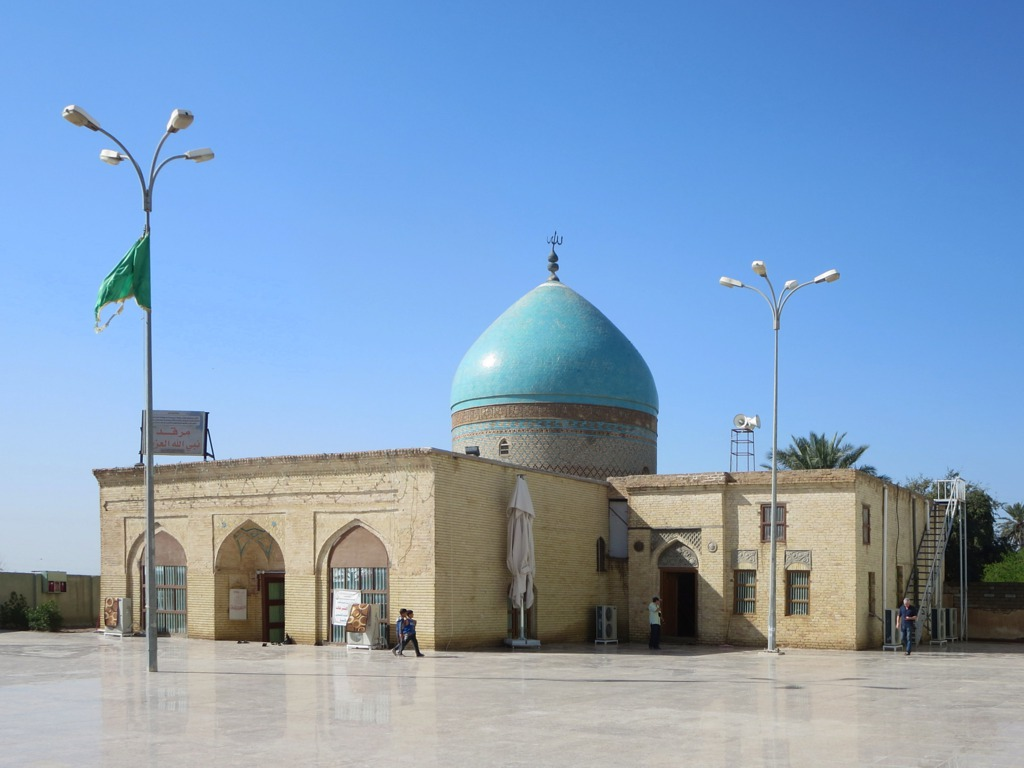
ساختمان اصلی مقبره عزرا

مقبره عزرا یا آرامگاه عزرا (در عربی: عزیر) مکانی است در ساحل غربی رود دجله در کشور عراق امروزی که به باور عوام، مدفن عزرای کاتب است. امروزه در این مکان شهری به نام العزیر بنا شده‌است که ۴۴ هزار نفر جمعیت دارد.